# Cadre-47/2-Europameisterschaft 1970

Logo CEB (ausrichtender Verband)

Veranstaltungsort: San Sebastián

Die Cadre-47/2-Europameisterschaft 1970 war das 32. Turnier in dieser Disziplin des Karambolagebillards und fand vom 3. bis zum 6. Juni 1970 im baskischen San Sebastián statt. Die Europameisterschaft zählte zur Saison 1968/69. Es war die sechste Cadre-47/2-Europameisterschaft in Spanien.

## Geschichte
17 Jahre nach Walter Lütgehetmann wurde mit dem Berliner Dieter Müller wieder ein Deutscher Cadre 47/2-Europameister. Ungeschlagen kam er durch das Turnier. Bei einigen Partien die knapp wurden zeigte er große Nervenstärke. Es war sein dritter europäischer Titel. Ludo Dielis wurde bei seinem Cadre 47/2 Debüt Zweiter vor seinem Landsmann und Titelverteidiger  Antoine Schrauwen.

## Turniermodus
Hier wurde im Round Robin System bis 400 Punkte gespielt. Es wurde mit Nachstoß gespielt. Damit waren Unentschieden möglich.
Bei MP-Gleichstand wird in folgender Reihenfolge gewertet:
1. MP = Matchpunkte
2. GD = Generaldurchschnitt
3. HS = Höchstserie

## Abschlusstabelle
| MP    | Match Points (Sieger = 2; Unentschieden = 1; Verlierer = 0) |
| Pkte. | Erzielte Karambolagen                                       |
| Aufn. | Benötigte Versuche                                          |
| GD    | Generaldurchschnitt                                         |
| BED   | Bester Einzeldurchschnitt eines Spielers                    |
| HS    | Höchstserie                                                 |
|       | Bester GD des Turniers                                      |
|       | Bester ED des Turniers                                      |
|       | Beste HS des Turniers                                       |
|       | 1. Platz (Gold)                                             |
|       | 2. Platz (Silber)                                           |
|       | 3. Platz (Bronze)                                           |

| Platz                      | Name                | MP   | Pkte. | Aufn. | GD    | BED    | HS  |
| -------------------------- | ------------------- | ---- | ----- | ----- | ----- | ------ | --- |
| 1                          | Dieter Müller       | 14:0 | 2800  | 71    | 39,43 | 66,66  | 295 |
| 2                          | Ludo Dielis         | 12:2 | 2470  | 60    | 41,16 | 80,00  | 355 |
| 3                          | Antoine Schrauwen   | 8:6  | 2102  | 62    | 33,90 | 100,00 | 348 |
| 4                          | José Gálvez         | 6:8  | 2206  | 62    | 35,58 | 66,66  | 384 |
| 5                          | Alejandro Munoz     | 5:9  | 1798  | 83    | 21,66 | 36,36  | 269 |
| 6                          | Siegfried Spielmann | 4:10 | 2145  | 73    | 29,38 | 30,76  | 179 |
| 7                          | Hans Vultink        | 4:10 | 1703  | 67    | 25,41 | 57,14  | 155 |
| 8                          | Franz Stenzel       | 3:11 | 1686  | 82    | 20,56 | 40,00  | 219 |
| Turnierdurchschnitt: 30,19 |                     |      |       |       |       |        |     |